# NGC 4063
NGC 4063 este o galaxie lenticulară situată în constelația Fecioara. A fost descoperită în 2 ianuarie 1878 de către .